# 第31届八国集团首脑会议

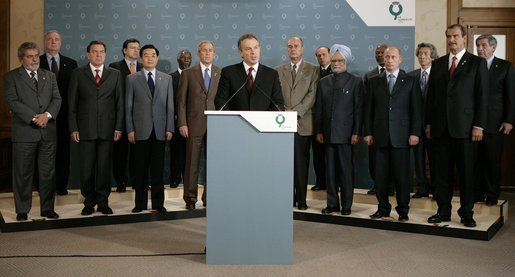
托尼·布莱尔发表演讲

第31届八国集团首脑会议（31rd G8 summit）于2005年7月6日至8日在英国苏格兰格伦伊格尔斯举行。

## 与会领导人

### 八国集团首脑
- 加拿大
  - 总理：保罗·马丁
- 法國
  - 总统：雅克·希拉克
- 德国
  - 总理：格哈德·施罗德
- 義大利
  - 总理：西尔维奥·贝卢斯科尼
- 日本
  - 首相：小泉纯一郎
- 俄羅斯
  - 总统：弗拉基米尔·普京
- 英国
  - 首相：托尼·布莱尔
- 美国
  - 总统：乔治·W·布什
- 欧盟
  - 欧洲委员会主席：若泽·曼努埃尔·杜朗·巴罗索

### 其他领导人
- 英国
  - 外交大臣：杰克·斯特劳
- 欧盟
  - 欧洲议会议长：何塞普·博雷利
- 墨西哥
  - 总统：比森特·福克斯
- 巴西
  - 总统：路易斯·伊纳西奥·卢拉·达席尔瓦
- 中国
  - 主席：胡锦涛
- 印度
  - 总理：曼莫汉·辛格
- 南非
  - 总统：塔博·姆贝基
- 联合国
  - 秘书长：科菲·安南
- 世界银行
  - 行长：保罗·沃尔福威茨
- 国际货币基金组织
  - 总裁：罗德里戈·拉托